# Микитівщина
Мики́тівщина — лісове заповідне урочище місцевого значення в Україні. Розташоване в межах Срібнянського району Чернігівської області, між селами Артеменків і Тростянець. 
Площа 346 га. Статус присвоєно згідно з рішенням Чернігівського облвиконкому від 27.12.1984 року № 454; від 28.08.1989 року № 164. Перебуває у віданні ДП «Прилуцьке лісове господарство» (Сокиринське л-во, кв. 35-51, 53, 54). 
Статус присвоєно для збереження двох лісових масивів, розділених ставом на річці Тростянець (притока Лисогору). Зростають високопродуктивні насадження дуба. У домішку — липа, горіх, плодові види.